# Список дипломатических миссий Австрии

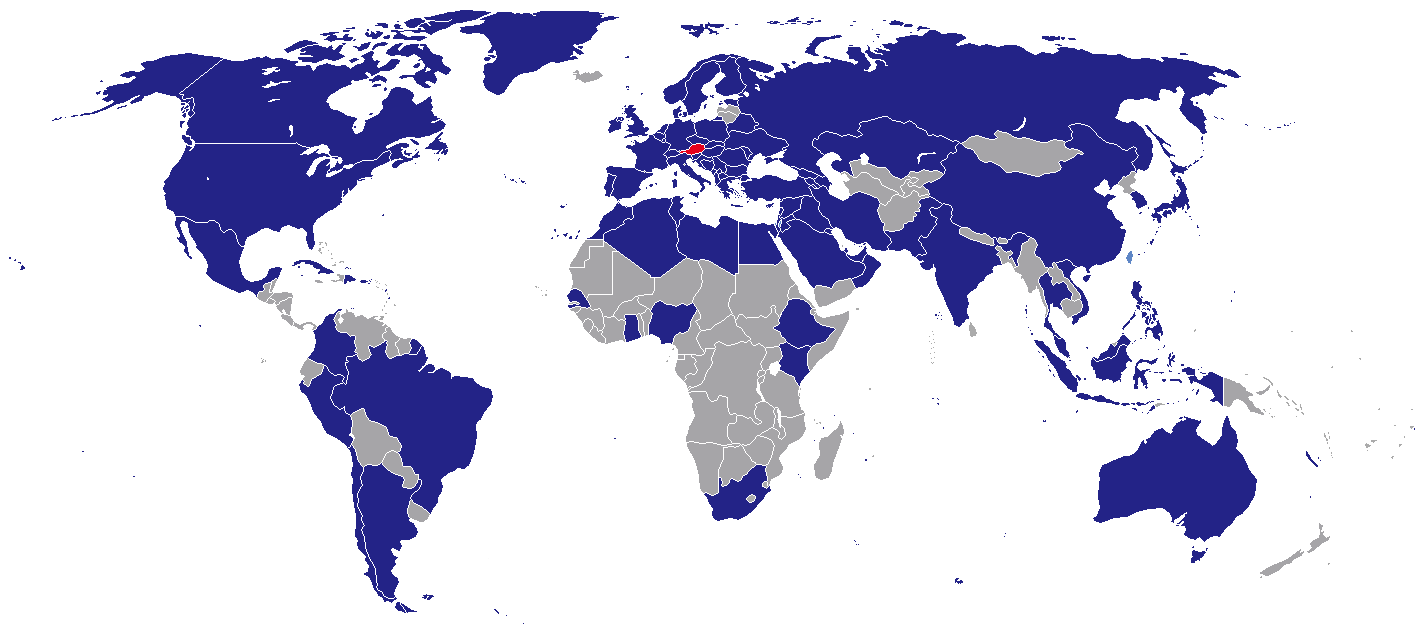
Дипломатические миссии Австрии

Список дипломатических миссий Австрии — перечень дипломатических миссий (посольств) и генеральных консульств Австрии в странах мира.

## Европа
- Албания
  - Тирана (посольство)
- Бельгия
  - Брюссель (посольство)
- Болгария
  - София (посольство)
- Босния и Герцеговина
  - Сараево (посольство)
- Ватикан
  - Ватикан (посольство)
- Великобритания
  - Лондон (посольство)
- Венгрия
  - Будапешт (посольство)
- Германия
  - Берлин (посольство)

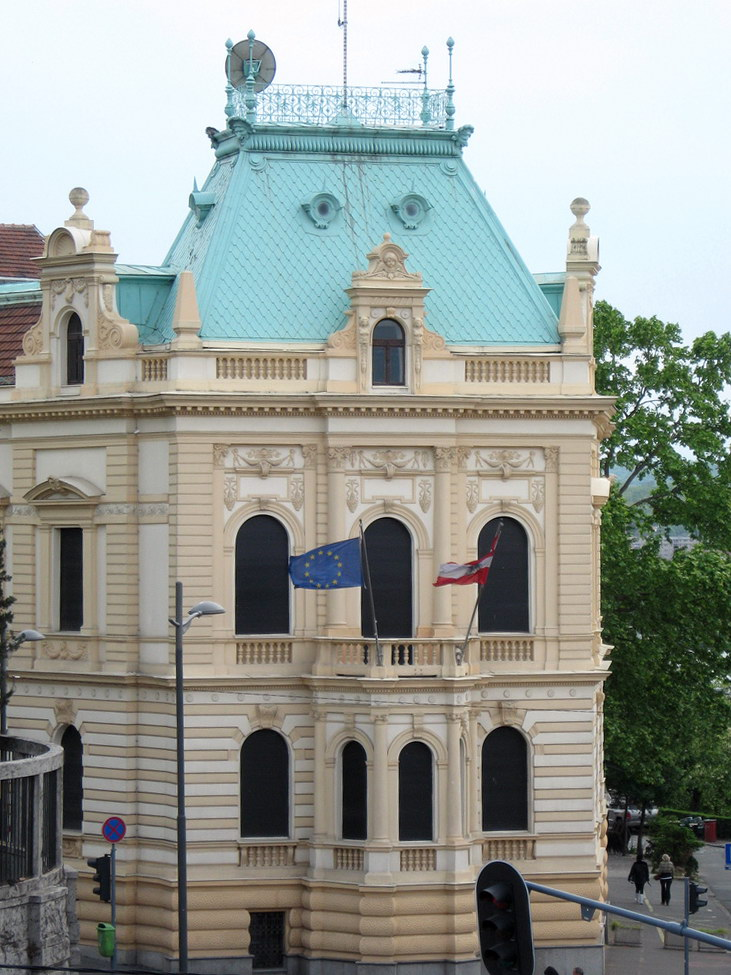
Посольство Австрии в Белграде

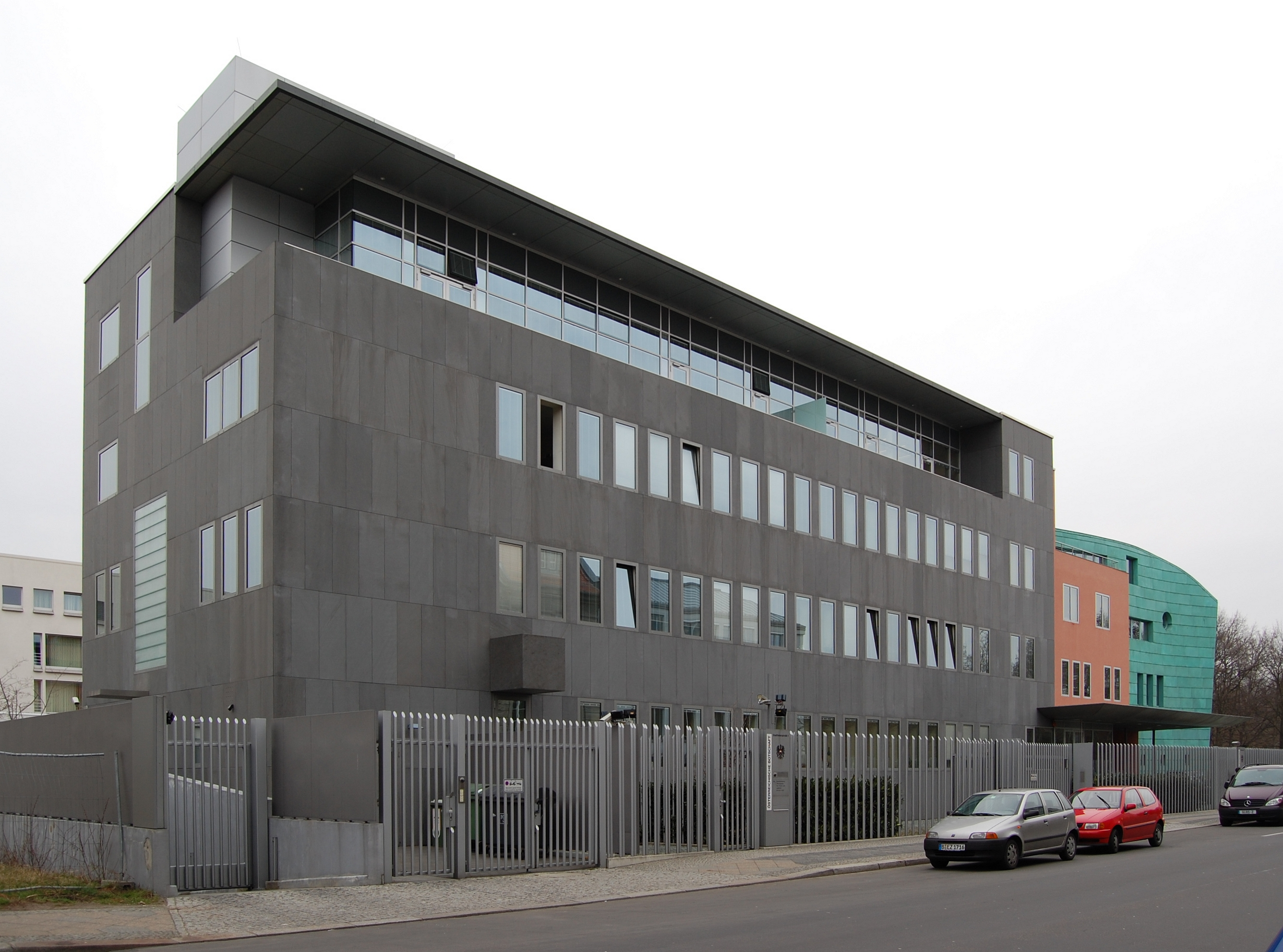
Посольство Австрии в Берлине

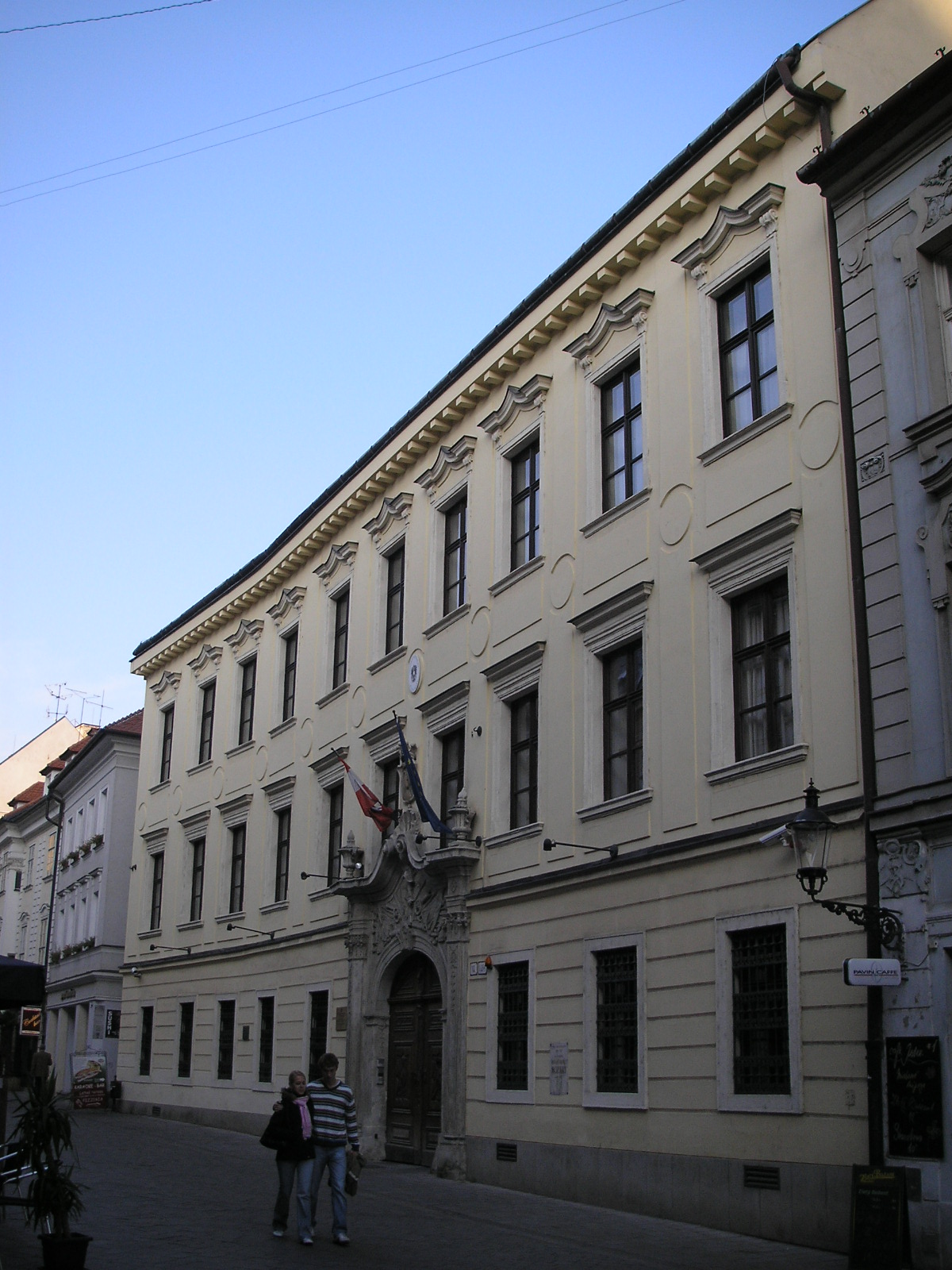
Посольство Австрии в Братиславе

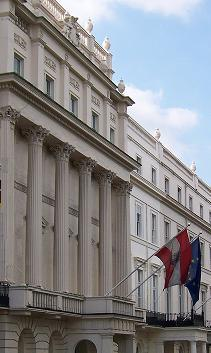
Посольство Австрии в Лондоне

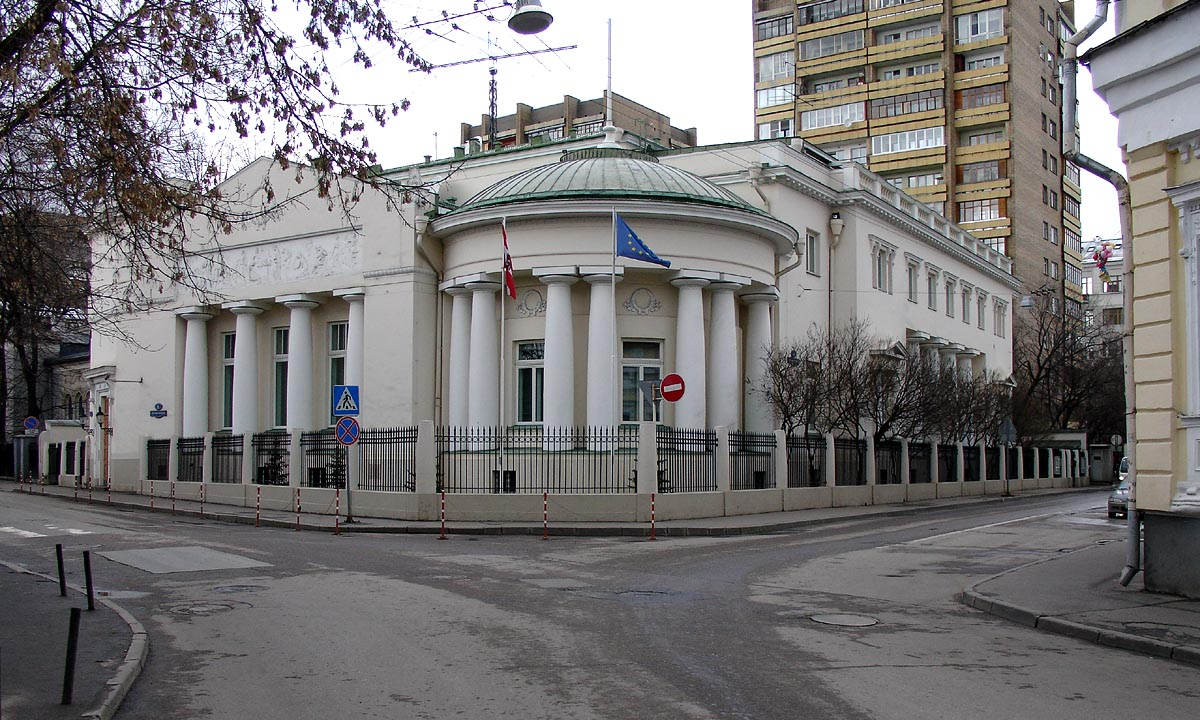
Посольство Австрии в Москве

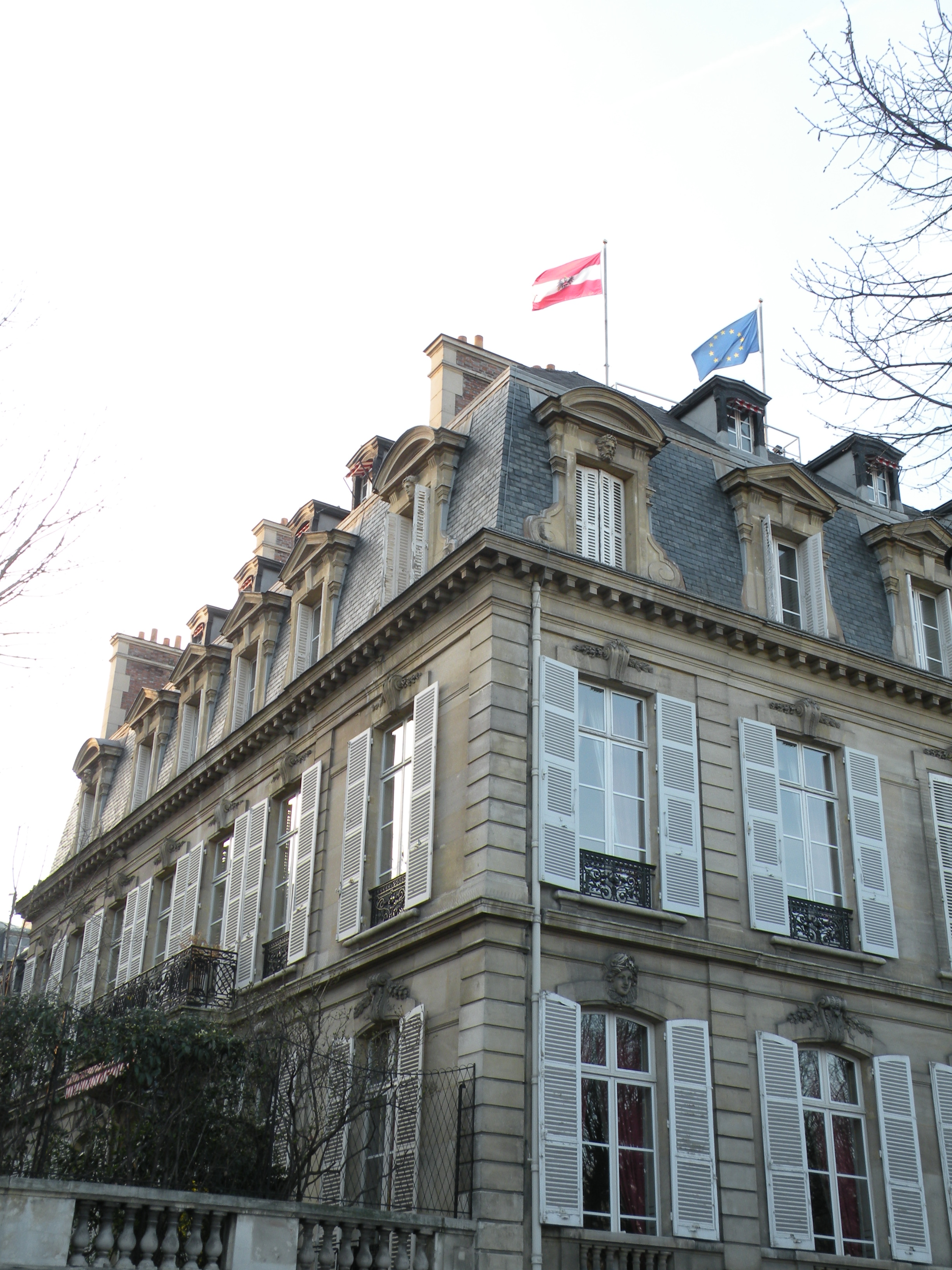
Посольство Австрии в Париже

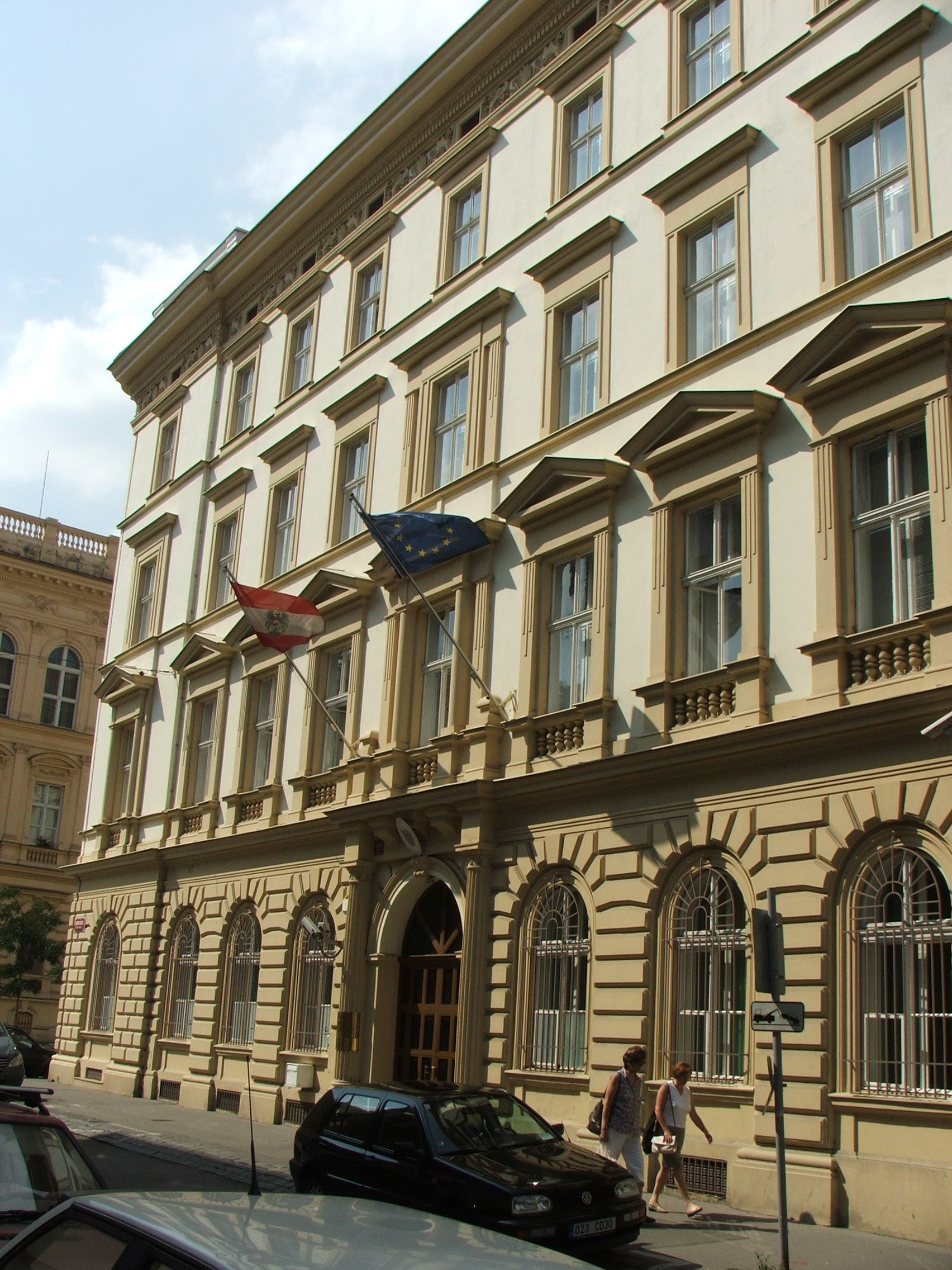
Посольство Австрии в Праге

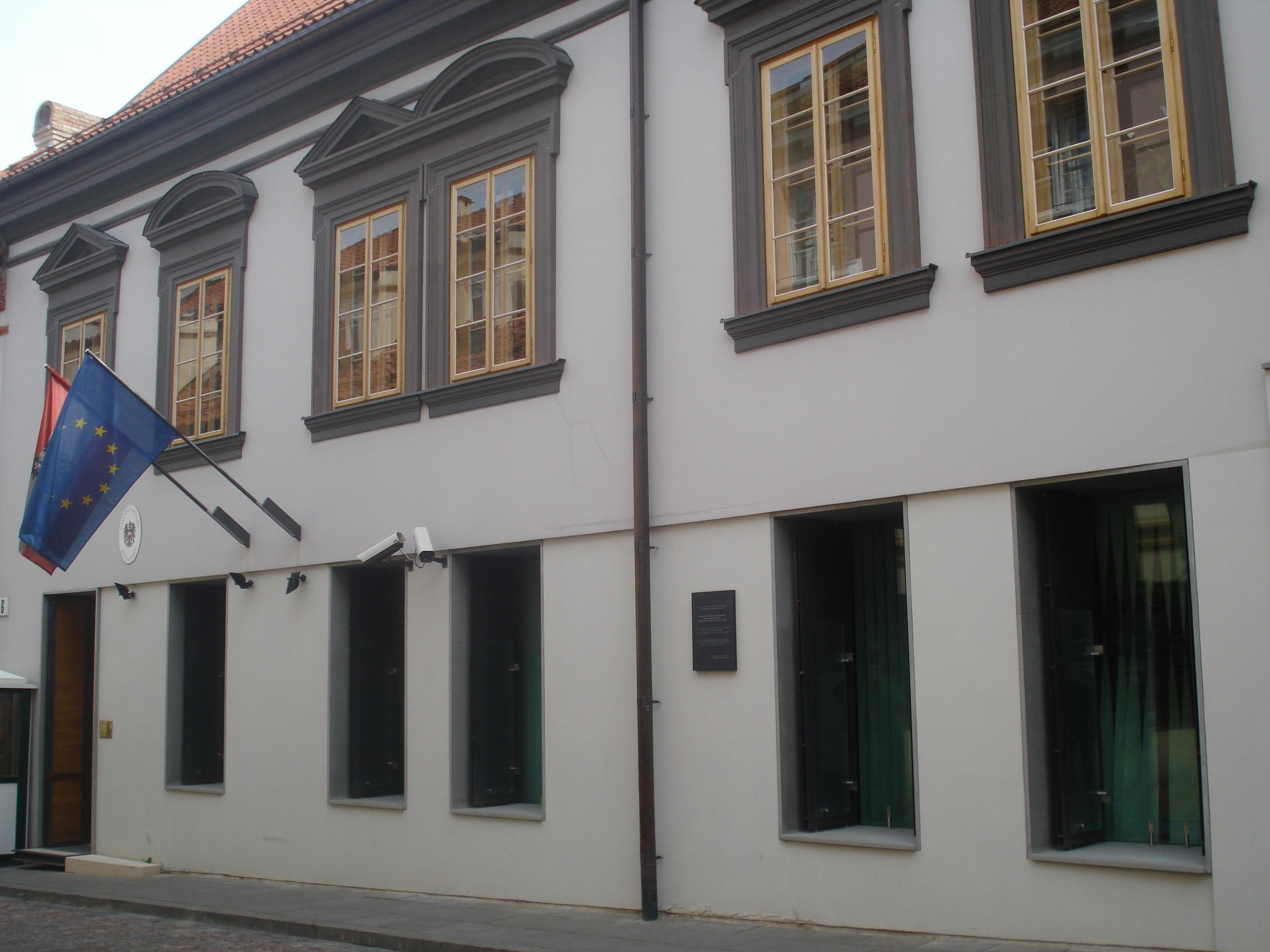
Посольство Австрии в Вильнюсе

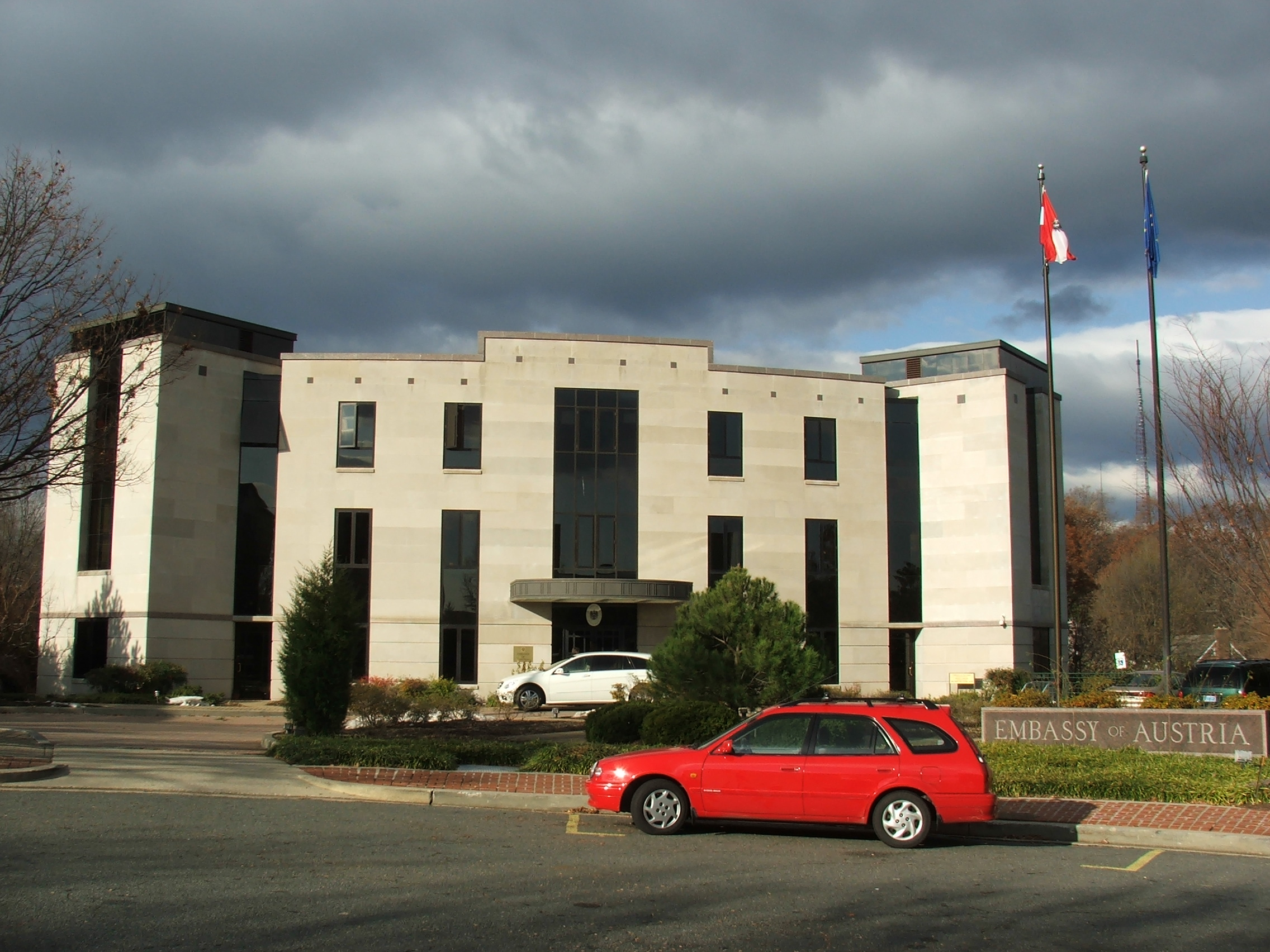
Посольство Австрии в Вашингтоне

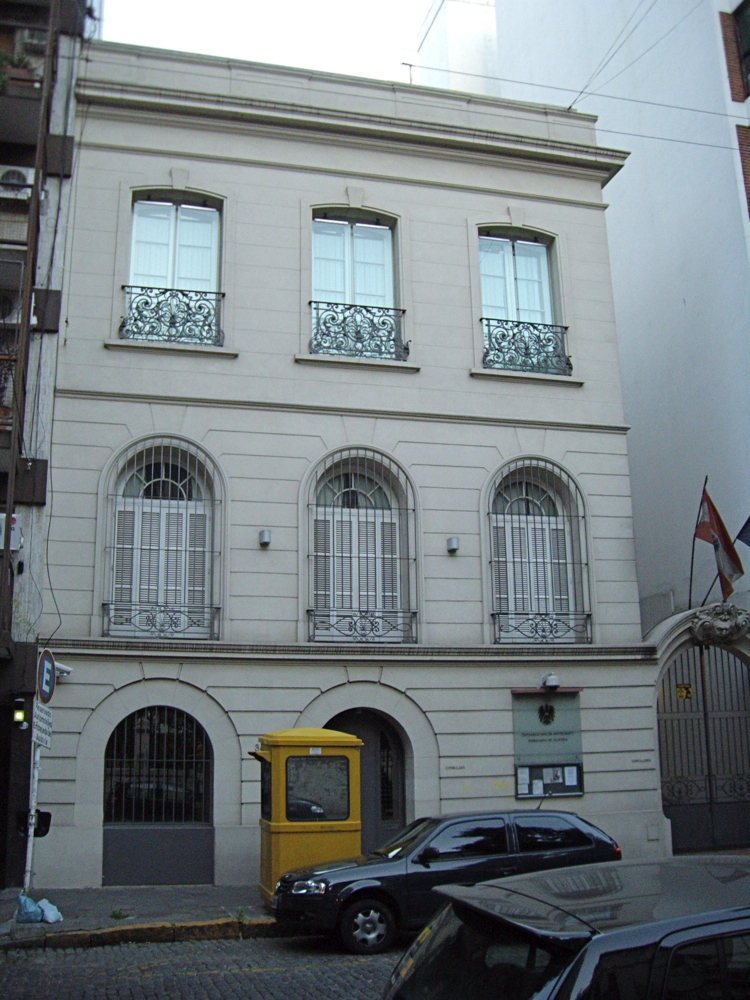
Посольство Австрии в Буэнос-Айресе

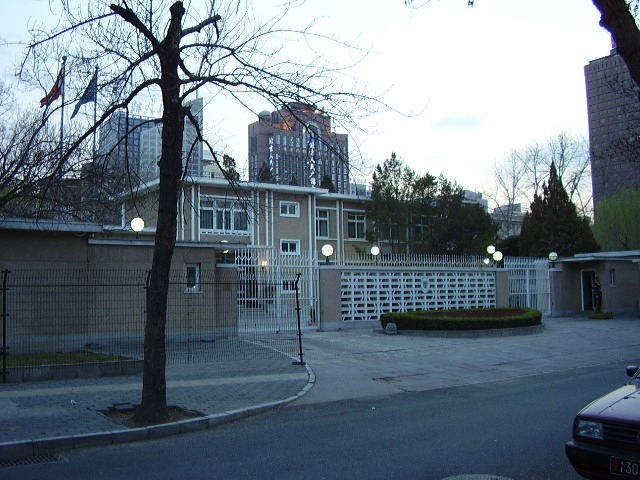
Посольство Австрии в Пекине

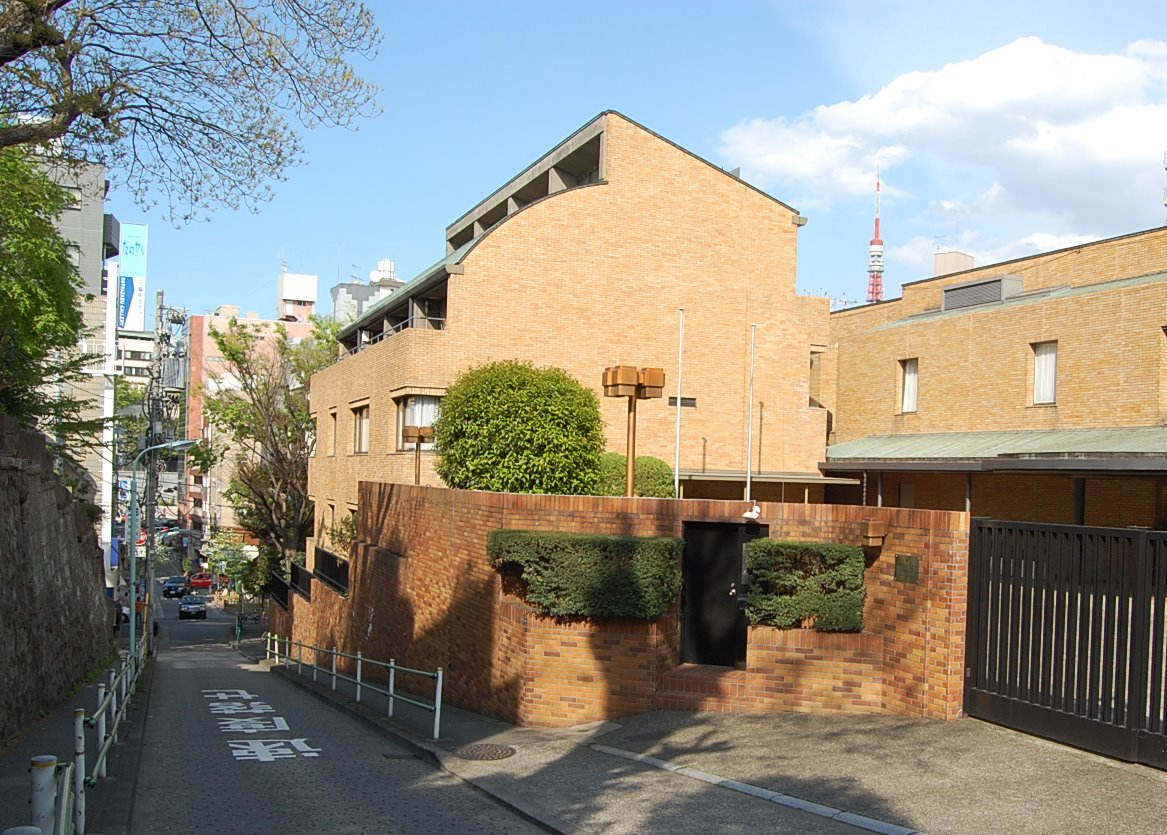
Посольство Австрии в Токио

  - Гамбург (генеральное консульство)
  - Мюнхен (генеральное консульство)
- Греция
  - Афины (посольство)
- Дания
  - Копенгаген (посольство)
- Ирландия
  - Дублин (посольство)
- Испания
  - Мадрид (посольство)
- Италия
  - Рим (посольство)
  - Милан (генеральное консульство)
- Косово
  - Приштина (посольство)
- Латвия
  - Рига (посольство)
- Литва
  - Вильнюс (посольство)
- Люксембург
  - Люксембург (посольство)
- Северная Македония
  - Скопье (посольство)
- Мальта
  - Валлетта (посольство)
- Молдова
  - Кишинёв (посольство)
- Нидерланды
  - Гаага (посольство)
- Норвегия
  - Осло (посольство)
- Польша
  - Варшава (посольство)
  - Краков (генеральное консульство)
- Португалия
  - Лиссабон (посольство)
- Россия
  - Москва (посольство)
- Румыния
  - Бухарест (посольство)
- Сербия
  - Белград (посольство)
- Словакия
  - Братислава (посольство)
- Словения
  - Любляна (посольство)
- Украина
  - Киев (посольство)
- Финляндия
  - Хельсинки (посольство)
- Франция
  - Париж (посольство)
  - Страсбург (генеральное консульство)
- Хорватия
  - Загреб (посольство)
- Черногория
  - Подгорица (посольство)
- Чехия
  - Прага (посольство)
- Швейцария
  - Берн (посольство)
  - Цюрих (генеральное консульство)
- Швеция
  - Стокгольм (посольство)
- Эстония
  - Таллин (посольство)

## Америка
- Аргентина
  - Буэнос-Айрес (посольство)
- Бразилия
  - Бразилиа (посольство)
  - Сан-Паулу (генеральное консульство)
- Венесуэла
  - Каракас (посольство)
- Канада
  - Оттава (посольство)
- Колумбия
  - Богота (посольство)
- Куба
  - Гавана (посольство)
- Мексика
  - Мехико (посольство)
- Перу
  - Лима (посольство)
- США
  - Вашингтон (посольство)
  - Лос-Анджелес (генеральное консульство)
  - Нью-Йорк (генеральное консульство)
  - Чикаго (генеральное консульство)
- Чили
  - Сантьяго (посольство)

## Африка
- Алжир
  - Алжир (посольство)
- Египет
  - Каир (посольство)
- Зимбабве
  - Хараре (посольство)
- Кения
  - Найроби (посольство)
- Ливия
  - Триполи (посольство)
- Марокко
  - Рабат (посольство)
- Нигерия
  - Абуджа (посольство)
- Сенегал
  - Дакар (посольство)
- Тунис
  - Тунис (посольство)
- Эфиопия
  - Аддис-Абеба (посольство)
- ЮАР
  - Претория (посольство)

## Азия
- Азербайджан
  - Баку (посольство)
- Вьетнам
  - Ханой (посольство)
- Израиль
  - Тель-Авив (посольство)
- Индия
  - Нью-Дели (посольство)
- Индонезия
  - Джакарта (посольство)
- Иордания
  - Амман (посольство)
- Иран
  - Тегеран (посольство)
- Казахстан
  - Астана (посольство)
- Кипр
  - Никосия (посольство)
- Китай
  - Пекин (посольство)
  - Гонконг (генеральное консульство)
  - Гуанчжоу (генеральное консульство)
  - Шанхай (генеральное консульство)
- Китайская Республика
  - Тайбэй (торговое представительство)
- Республика Корея
  - Сеул (посольство)
- Кувейт
  - Кувейт (посольство)
- Ливан
  - Бейрут (посольство)
- Малайзия
  - Куала-Лумпур (посольство)
- ОАЭ
  - Абу-Даби (посольство)
- Пакистан
  - Исламабад (посольство)
- Государство Палестина
  - Рамалла (представительство)
- Саудовская Аравия
  - Эр-Рияд (посольство)
- Сингапур
  - Сингапур (посольство)
- Сирия
  - Дамаск (посольство)
- Таиланд
  - Бангкок (посольство)
- Турция
  - Анкара (посольство)
  - Стамбул (генеральное консульство)
- Филиппины
  - Манила (посольство)
- Япония
  - Токио (посольство)

## Океания
- Австралия
  - Канберра (посольство)

## Международные организации
- Амман (постоянное представительство при БАПОР)
- Брюссель (постоянное представительство при ЕС, НАТО и ЗЕС)
- Будапешт (постоянное представительство при МКЗРД)
- Вена (постоянное представительство при ОБСЕ и ООН)
- Гаага (постоянное представительство при ОЗХО)
- Женева (постоянное представительство при ООН и других международных организациях)
- Каракас (постоянное представительство при Карибском сообществе)
- Мадрид (постоянное представительство при Всемирной туристской организации)
- Найроби (постоянное представительство при ООН-Хабитат и ЮНЕП)
- Нью-Йорк (постоянное представительство при ООН)
- Париж (постоянное представительство при ОЭСР и ЮНЕСКО)
- Рим (постоянное представительство при ФАО)
- Страсбург (постоянное представительство при Совете Европы)